# Лука (село)
Лука (словац. Lúka) — село, громада округу Нове Место-над-Вагом, Тренчинський край. Кадастрова площа громади — 17.41 км².
Населення 700 осіб (станом на 31 грудня 2020 року).

## Історія
Лука згадується 1246 року.

## Населення
| Рік:            | 1994. | 2004.   | 2014.    | 2024.    |
| --------------- | ----- | ------- | -------- | -------- |
| Кількість осіб: | 553   | 577     | 657      | 734      |
| Різниця:        |       | +4,33 % | +13,86 % | +11,71 % |

| Рік:            | 2023. | 2024.   |
| --------------- | ----- | ------- |
| Кількість осіб: | 723   | 734     |
| Різниця:        |       | +1,52 % |